# 朱特人

日德蘭半島

朱特人（德語：Jüten）是日耳曼人的一个分支，被比德指为當時三個最強大的日耳曼民族之一。他們被認為是來自日德蘭半島（Iutum），即現今丹麥南石勒蘇益格（南日德蘭）和部分的東弗里斯蘭海岸。

## 歷史
比德將朱特人的家園標在盎格魯人的另一邊，即日德蘭半島的北部，換言之朱特人與撒克遜人較親近。塔西佗將居住在日德蘭半島北部的居民稱為歐多色斯人（Eudoses），後來這批人才被稱為朱特人。朱特人亦曾與伊東特勒斯人（ēotenas）一同被牽涉入與丹麥人的衝突中，詩篇《貝奧武夫》的芬寧斯堡段落描繪了當時的情況（1068-1159行）。亦有人將伊東特勒斯人解釋作巨人（Jotuns），隱喻語中則代表敵人。
有些歷史學家並不認同比德的意見，他們在536年確認朱特人被稱作伊因斯尼人（Eucii）。伊因斯尼人很可能被等同於另一個不起眼的種族歐西安人（Euthiones）並可能與撒克遜人有關。583年的詩篇贝南蒂乌斯·福图内特斯曾提及到歐西安人從屬於法蘭克人希爾佩里克一世。這個結論受到後來位於肯特郡的朱特人所同意，因為該地區正好是位於肯特郡對面的歐洲大陸（現今的佛蘭德）以前是法蘭克帝國的一部分。儘管朱特人被描述是萊茵蘭南部的撒克遜人或鄰近的弗里斯蘭人，但這並不矛盾，因為他們很可能是被丹麦人逐出日德蘭半島的移民。
阿賽爾曾他的作品阿佛列的生命（Life of Alfred）中聲稱阿佛列大帝的母親奧絲貝嘉是懷特島朱特人的後代，從而排除了阿佛列大帝是哥特人的可能性。 然而，這並不太可靠。另一個現代的假說—朱特人假說（Jutish hypothesis）則受到《牛津英語詞典》所接受，將朱特人等同於曾居住在瑞典南部的濟茲人。初步來源指濟茲人也被稱為伊奧達斯人（Eotas） 、艾奧達斯人（Iótas）、伊魯坦人（Iútan）和濟塔斯人（Geátas）。然而，在詩篇《威兹瑟斯》和《貝奧武夫》中，費恩恰好將伊東特勒斯人與濟塔斯人區別開來。這可能是這兩個種族的名稱太過相似而產生混淆，舉例來說，瑞典國王奥斯滕死亡的消息亦有類似的問題。朱特人很有可能是與濟茲人和哥特人有關連，因為這在哥德傳說中哥得蘭島的居民離開歐洲大陸中被提及到（維爾巴克在波蘭是斯堪的納維亞遷移的證據）。
四世紀末，朱特人聯同一些盎格魯人、撒克遜人和弗里斯蘭人橫渡北海入侵大不列顛，取代、同化和消滅當地的凱爾特人。據比德指，他們最終定居在肯特郡（並且被稱呼作簡圖亞尼人（Cantuarii））、漢普郡（韋塞克斯時代）和懷特島（並且被稱為烏斯圖亞尼人（Uictuarii））。有不少地名證明了朱特人曾在該地區居住，例如被伍斯特的約翰指其英文名稱是新森林的耶廷（Ytene）。

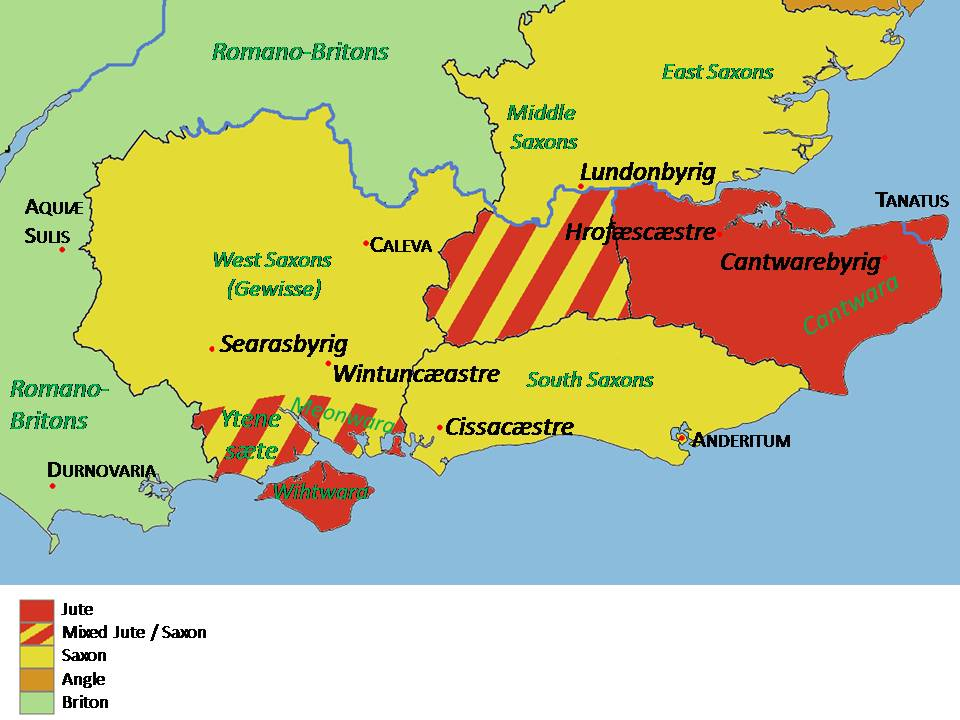
朱特人在公元575年於大不列顛的分佈圖

雖然在肯特郡發現朱特人的影響力是司空見慣的事（例如可分的繼承權的實行被稱為男子均分土地繼承法），但他們在漢普郡和懷特島卻絕跡，可能是因為受到周圍的撒克遜人所同化，只留下一點痕跡。 最近有位學者，羅賓·布殊（Robin Bush）甚至認為漢普郡和懷特島的朱特人是在西撒克遜人主導的種族清洗中的受害者，雖然這一直是學者之間的辯論主題，但反對者則稱只有貴族可能已經滅絕。686年，比德是唯一的歷史證據，而他亦清楚地暗示了事情就是這樣。
肯特郡朱特人的文化通常被認為較盎格魯人和撒克遜人先進，並受到羅馬人、法蘭克人和基督教的影響。殯葬證據表明，非基督教徒較早停止了火葬，並將珠寶從墳墓中取回，顯示出與來自歐洲大陸的萊茵模式有密切的關係，也許暗示著與法蘭克密切的商業往來。朱特國王肯特的埃塞爾伯特與法蘭克公主肯特的伯莎結婚並將基督教引入不列顛。他亦是唯一一位朱特的不列顛的統治者。

## 人类学研究
19世纪人类学家威廉·Z·李普利在他的著作《欧洲人种》中提到朱特类型为英格兰本土的一种高加索人种类型，分布于英格兰南部与东部地区，此类型主要常见于肯特郡与怀特岛。

### 引用
1. ↑  Bede (1723:46). 其餘兩個是撒克遜人和盎格魯人
2. ↑  Ripley, William Zebina. . D. Appleton & Co. 1899  [2023-03-01]. （原始内容存档于2023-03-01）.

## 外部連結
- （英文）The Jutes in Hampshire and the Isle of Wight （页面存档备份，存于）
- （英文）Were the West Saxons guilty of ethnic cleansing? （页面存档备份，存于）